# Luftwaffen-Sportverein Reinecke Brieg
Il Luftwaffen-Sportverein Reinecke Brieg, meglio conosciuto come LSV Reinecke Brieg, è stata una società polisportiva tedesca, con sede dal 1936 al 1939 a Hildesheim e poi a Brzeg.

## Calcio

### Storia
Il club venne fondato nel 1936 a Hildesheim, nel Gau Südhannover-Braunschweig, come rappresentativa sportiva della locale base della Luftwaffe.
Nel 1939, all'inizio della seconda guerra mondiale, la base, e quindi la squadra, venne spostata a Brieg, in Slesia.
Nel 1942 raggiunse il secondo turno della Tschammerpokal, venendo eliminato dal LSV Adler Deblin.
La squadra riuscì ad accedere alla fase nazionale del massimo campionato nella stagione 1942-1943, ove raggiunse gli ottavi di finale, dai quali fu eliminato dal First Vienna.
Pur avendo iniziato il campionato 1944-1945, a causa del negativo svolgersi della guerra per la Germania, su ordine dell'alto comando della Wehrmacht, la squadra slesiana, come tutte quelle militari, dovette interrompere ogni attività sportiva. La città di Brieg, al termine del conflitto mondiale passò alla Polonia ed il club non venne più ricostituito.

## Pallamano

### Storia
Dal suo trasferimento in Slesia, la sezione di pallamano si impose nel campionato locale, accedendo più volte alla fase nazionale del torneo, a partire dal campionato 1939-1940.
Migliori piazzamenti ottenuti dalla squadra furono il raggiungimento delle semifinali nel campionato 1940-1941, 1941-1942 e 1943-1944.